# Philonthus linki
Philonthus linki är en skalbaggsart som beskrevs av Semyon Martynovich Solsky 1866. Philonthus linki ingår i släktet Philonthus, och familjen kortvingar. Arten har ej påträffats i Sverige.